# Aleurolobus subrotundus
Aleurolobus subrotundus là một loài côn trùng cánh nửa trong họ Aleyrodidae, phân họ Aleyrodinae.
Aleurolobus subrotundus được Silvestri miêu tả khoa học đầu tiên năm 1927.